# Vigo (Zamora)
Vigo (en senabrés Vigu) es una localidad española del municipio de Galende, en la provincia de Zamora y la comunidad autónoma de Castilla y León.
Se encuentra ubicado en la comarca de Sanabria, al noroeste de la provincia de Zamora. Pertenece al municipio de Galende, junto con las localidades de Cubelo, Galende, Ilanes, Moncabril, Pedrazales, El Puente, Rabanillo, Ribadelago, Ribadelago Nuevo y San Martín de Castañeda.
Vigo se encuentra situado en pleno parque natural del Lago de Sanabria, el mayor lago de origen glaciar de España, además de un espacio natural protegido de gran atractivo turístico.

## Contexto geográfico
Vigo es un claro ejemplo de la conservación de la arquitectura popular sanabresa. La disposición de los barrios de esta localidad es condicionada por el río Forcadura.

## Historia
Durante la Edad Media Vigo quedó integrado en el Reino de León, cuyos monarcas habrían acometido la repoblación de la localidad dentro del proceso repoblador llevado a cabo en Sanabria. Así, su primera referencia documentada consiste en la donación que el rey Ramiro II de León realizó en el 940 d. C. de la villa de Vigo al monasterio de San Martín de Castañeda. Sin embargo, al no existir constancia de que Vigo fuera una presura, y si su etimología viene del latín 'vicus', "aldea", habría que remontar su origen como mínimo hasta la romanización. Este extremo podría estar confirmado por la aparición en el lugar de "Oceo redondo" de una estela fechada en el siglo II d.c., correspondiente a una ofrenda o exvoto ofrecido por Burrilo, de la gens de los Arnicios a Madarsu, una divinidad indígena.
El siguiente registro histórico consiste en la Ejecutoria del pleito que el monasterio mantiene con el concejo de Vigo en 1556 sobre el aprovechamiento del Lago de Sanabria. Así, en el Archivo de la Real Chancillería de Valladolid se conservan algunos pleitos referentes a vecinos de Vigo de Sanabria, como el pleito entre Rodrigo Fernández y Juan Fernández, en 1566, o el de Pedro Gordo,en 1660 (ambos pleitos registrados en la Sala de Hijosdalgo); también el de Gregorio Rodríguez por "hurtos, amenazas, injurias al rey, y ser perjudicial para la comunidad" en 1775/1776; o el de Eugenio de Prada con Dorotea Casas en 1815.
Los registros de población muestran que esta se ha mantenido relativamente estable hasta mediados del siglo XX. El primer dato conocido corresponde al Libro de los Millones de 1591, en el que se recoge una población de 120 vecinos. En el Catastro de Ensenada de 1749 se recoge la cifra de 96 "vecinos de todas clases, en que entran viudas y mozas solteras que hacen cabeza de familia". En el Diccionario geográfico-estadístico-histórico de España y sus posesiones de ultramar de 1845 Vigo tiene una población de 49 vecinos y 488 almas, produciendo "frutos, lino, centeno y pastos". Como industrias destacan telares de lienzos y estameñas.
Ya en el siglo XIX, al crearse las actuales provincias en 1833, Vigo de Sanabria pasó a formar parte de la provincia de Zamora, dentro de la Región Leonesa, quedando integrado en 1834 en el partido judicial de Puebla de Sanabria. Asimismo, en torno a 1850, el antiguo municipio de Vigo se integró en el de Galende.

## Senderismo

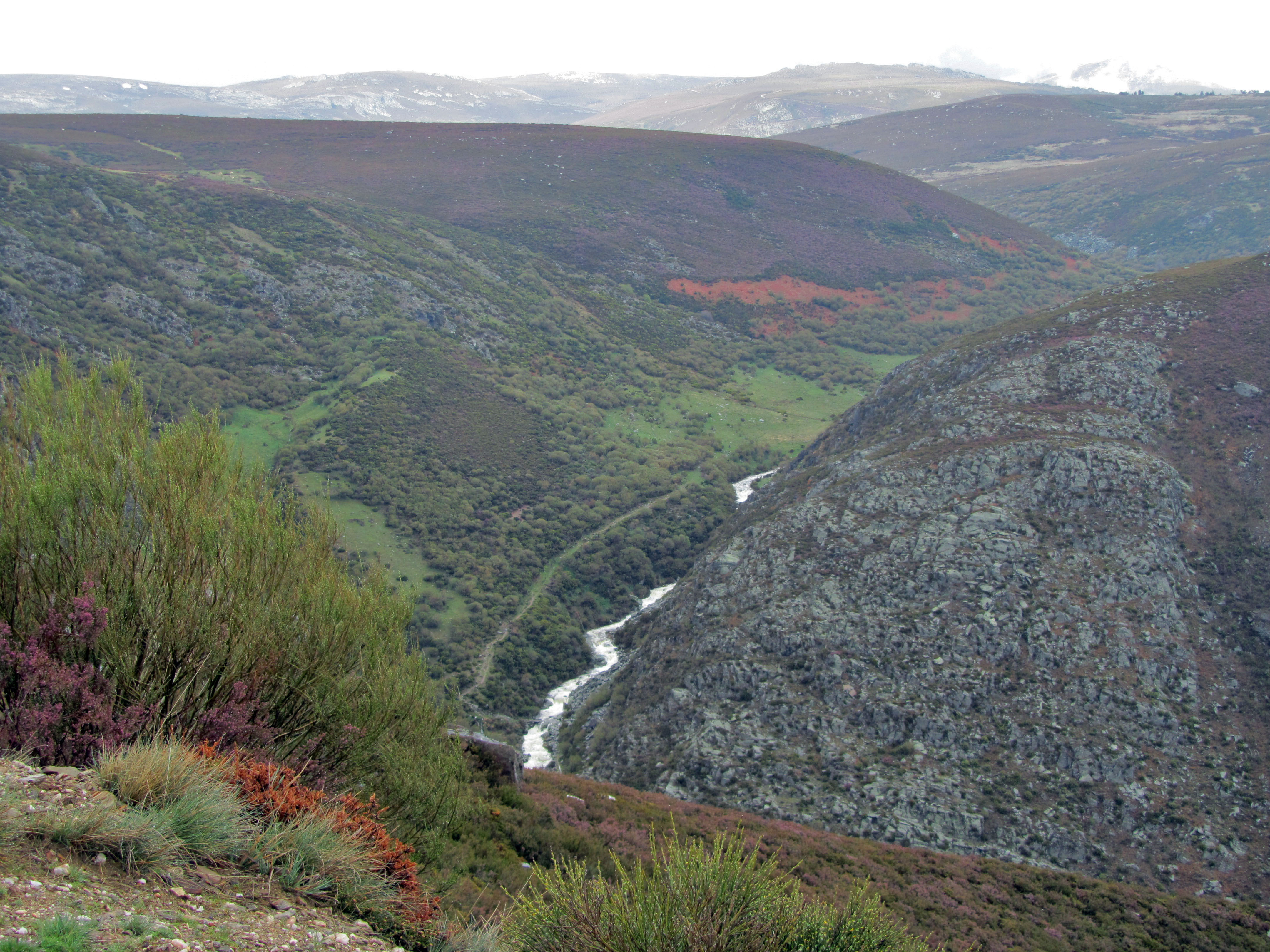
Cañón del río Forcadura

Existen en el término diferentes caminos y sendas aptas para la práctica del senderismo. A un nivel más suave se pueden realizar diferentes recorridos por los caminos tradicionales hasta núcleos cercanos (Vigo-San Martín de Castañeda, Vigo-Pedrazales, Vigo-Murias, etc.). El cañón del río Forcadura ha sido aprovechado para crear una ruta de senderismo, integrada en el GR-84, que parte ascendiendo desde el barrio alto de Vigo, para continuar por la margen derecha hasta cruzar un puente de losas de piedra. La subida se puede prolonga hasta el altiplano de la sierra y desde allí  hasta la laguna de los Peces.

## Fiestas
Vigo celebra la Virgen de Gracias, es una fiesta movible que se celebra siempre 52 días después del Jueves Santo. Se realiza una procesión el domingo en honor de la Virgen de Gracias, en la que se lleva a la virgen de la iglesia parroquial a visitar a la Virgen de Gracias, a la ermita que lleva su nombre, acompañada de los dos pendones que presiden la procesión, ese mismo domingo a la llegada a la ermita de la Virgen de Gracias los mozos meten la Virgen, cada uno en representación de las mozas que a continuación van a cantar el Ramo; También se realiza la Loya ese mismo día en la ermita que la representa siempre algún mozo del pueblo. El lunes se realiza el camino inverso, es decir, se baja la Vígen hasta la iglesia del barrio de abajo denominada iglesia de San Miguel.

## Arquitectura tradicional
Vigo cuenta con algunos buenos ejemplos de la arquitectura tradicional sanabresa, caracterizada por el uso de la piedra de la zona, los corredores y miradores. Por lo general en la planta baja se ubica la cuadra para el ganado y en el piso superior la vivienda familiar. Los muros exteriores solían ir cubiertos de mortero blanco, en ocasiones adornado con esgrafiados muy básicos. En los últimos años, en las viviendas restauradas se ha ido dejando la piedra desnuda.